# Elaphonema mirabile
Elaphonema mirabile är en rundmaskart som beskrevs av Heyns 1962. Elaphonema mirabile ingår i släktet Elaphonema och familjen Elaphonematidae. Inga underarter finns listade i Catalogue of Life.